# Johan Anthierens
Johan Anthierens (Machelen, 22 augustus 1937 — Dilbeek, 20 maart 2000) was een Vlaams journalist, columnist, publicist, schrijver en satiricus.
Hij werd berucht in Vlaanderen met zijn scherpe, geëngageerde en controversiële columns en meningen, waarvoor hij evenveel bewondering als kritiek te verwerken kreeg. Hij publiceerde onder meer in Knack en richtte het satirische blad De Zwijger op, dat slechts twee jaar zou blijven bestaan.
Bij het grote publiek werd hij bekend via zijn televisieoptredens, onder meer in de Wies Andersen Show en Noord-Zuid. Hij werd weleens een enfant terrible genoemd, een term die hem zelf stoorde. Anthierens noemde 'ergernis' zijn 'eerste natuur' en het inspireerde hem tot veel van zijn stukken en meningen. In een barokke stijl schopte hij genadeloos tegen allerlei heilige huisjes, zoals de monarchie, de Kerk, het establishment en het taboe omtrent het inkomen en de emolumenten van zijn gasten in praatprogramma's.
Samen met Louis De Lentdecker en Maurice De Wilde vormde hij de Grote Drie van de Vlaamse kritische journalistiek.

## Biografie

### Vroege jaren
Anthierens werd geboren in een groot gezin met 7 dochters en 5 zonen. Zijn broers Karel Anthierens en Jef Anthierens werden later ook bekende journalisten in Vlaanderen. Verschillende familieleden van Anthierens waren betrokken bij de collaboratie tijdens de Tweede Wereldoorlog. Net zoals zijn broers behield Anthierens gedurende de jaren 1940 en 1950 zijn Vlaamsgezinde, anti-Belgische en fascistische gedachtegoed.
Anthierens groeide op in een familie waar de vader regelmatig in de pen kroop om communieverzen of lezers- en protestbrieven te schrijven. Het schrijven zat de familie dus in het bloed. Johan was de jongste van het gezin en werd hierdoor ook erg verwend. Omdat hij zo graag tekende volgde hij de afdeling Sierkunsten aan Sint-Lucas, maar zonder veel succes.
Jef Anthierens, die carrière maakte bij Dupuis en Humoradio, loodste Johan en later Karel het perswereldje binnen. Johan werd chef vormgeving voor Humoradio, maar ontdekte al gauw dat hij van tijd tot tijd nieuwe horizonten moest opzoeken. Zo ging hij bij de toen populaire tijdschriften De Post en Mimo werken.

### Radiocarrière
Via de twaalf jaar oudere Jef werd Johan ook een groot liefhebber van het Franse chanson. De anarchistische teksten van Léo Ferré, Georges Brassens en Jacques Brel lieten hem niet meer los. De Vlaamse openbare omroep gaf hem de mogelijkheid er een radioprogramma rond te presenteren, Charme van het chanson, waarin hij eerst Franstalige chansonniers draaide, maar later ook Vlaamse en Nederlandstalige kleinkunst. Hij daagde de toenmalige BRT-directeur-generaal Paul Vandenbussche uit door een gecensureerd lied van Léo Ferré toch te draaien en de tekst van het verboden Evviva il Papa (over de paus) van Hugo Raspoet op de radio voor te lezen.

### Columns
In 1971 hernam Johan Anthierens in het links-flamingantische weekblad De Nieuwe zijn autobiografische column ‘De dingen van het leven’ die hij eerder in het vrouwenblad Mimo (oorspronkelijk 'De Haardvriend') was begonnen. In zijn column schreef hij over zijn privéleven zoals de opvoeding van zijn kinderen en zijn echtscheidingsperikelen. Maar omdat hoofdredacteur Mark Grammens niet hield van in detail uitgesmeerde persoonlijke ontboezemingen in zijn blad, moest Anthierens al na enkele maanden opstappen waarna hij ging solliciteren voor een job bij weekblad Knack.
In september 1973 kon Anthierens aan de slag bij het blad Knack waar hij dankzij zijn columns bekendheid verwierf bij het grote publiek. Eerst schreef hij onder het pseudoniem Wounded Eye, maar op aandrang van hoofdredacteur Frans Verleyen signeerde hij na een poos onder zijn eigen naam. Hieruit ontstond vanaf 1975 Anthierens' eigen drie pagina's tellende column 'Ooggetuige', waarin hij met veel ironie, sarcasme en taalgevoel alles wat hem ergerde neerpende. Redacteur Johan Struye vond de column vaak 'stuitend onnozel', waardoor Anthierens hem steeds meer begon op te voeren in zijn kroniek. Anthierens had de gewoonte bepaalde invallen in een klein boekje te noteren en was soms op de aanleverdatum nog bezig kopij te perfectioneren.
Via deze rubriek werd hij algauw berucht in Vlaanderen en maakte hij evenveel vrienden als vijanden. Er stroomde een hoop lezersbrieven binnen bij Knack, maar Verleyen vond dat diversiteit op zijn redactie moest blijven bestaan. Een anekdote vertelt hoe Anthierens in 1977, bij een interview in de aula van de Leuvense universiteit, vreesde met tomaten en eieren te zullen worden bekogeld. Uit voorzorg had hij daarom een koekenpan meegenomen in zijn boekentas.

### Televisie
Anthierens verscheen dat decennium ook als panellid in de Wies Andersen Show (1976). Hij zorgde in de eerste aflevering voor controverse door te verklaren: "Ik ben gelukkig gescheiden", wat een stortvloed aan reacties veroorzaakte. Samen met Monica Moritz en Guido Depraetere presenteerde hij Bij Nader Inzien. Samen met Mies Bouwman presenteerde hij in 1978 het praatprogramma Noord-Zuid, waarin hij regelmatig mensen tegen de borst stuitte. Toen Pierre Kartner eens te gast was en Anthierens hem aanviel over het al dan niet betalen van auteursrechten aan Peyo, in verband met het Smurfenlied, voelde de zanger zich door Anthierens' kritiek zo beledigd dat hij verontwaardigd de studio verliet. Ook Will Tura en Leo Tindemans werden door Anthierens hard aangepakt. Het duurde niet lang voordat de BRT hem ontsloeg.

### De Zwijger
In 1982 nam Anthierens ontslag bij Knack om het satirische blad De Zwijger op te richten. Hij inspireerde zich op het Franse Le Canard enchaîné en Charlie Hebdo om een eigenzinnige kijk op de actualiteit te bieden. Een uitgebreide reclamecampagne en zelfs een overname door uitgeverij Kritak konden echter niet verhinderen dat het blad na een paar jaar alweer werd opgedoekt. Anthierens blikte er zelfs jaren later nog op terug als een gemiste kans.

### Latere jaren
Hierna volgde een periode waarbij hij amper nog werk vond bij andere bladen. Anthierens was een van de eerste journalisten in Vlaanderen die ook over zijn collega's schreef en daarmee had hij stilaan te veel mensen op de zere tenen getrapt. Voor de televisie maakte hij De Regenwegen van Brel en hij reisde zijn idolen Jacques Brel en Willem Elsschot achterna, respectievelijk naar de Markiezen-eilanden en Antwerpen; over beiden schreef hij ook een boek (uitgegeven in 1998 en 1992). Van 1994 tot 1996 co-presenteerde hij het archiefprogramma Gisteren Gekeken op TV1.
Tijdens de jaren 80 en 90 schreef hij vooral pamfletachtige boeken en essays, waarin hij uitgebreider en vrijer kon uiten wat hem bezighield: de onverschilligheid van de modale Vlaming voor zijn taal, de macht en het ondemocratische van de monarchie, de invloed van de Kerk in Vlaanderen, de commercialisering van radio en televisie enz. Anthierens joeg ook de traditionele Vlaamse Beweging op stang met een boek over Irma Laplasse en de IJzertoren. Het boek Zonder Vlagvertoon gaat niet alleen over Irma Laplasse, maar ook over de Harelbeekse verzetsleider Albert Vandamme.
Anthierens noemde zichzelf een republikein, eerder vanwege de hersenloze hysterie rond het koningshuis dan vanwege de vorst zelf. De Kerk zag hij als een 'hefboom van de verknechting' en hij reageerde hevig tegen Het Laatste Nieuws en VTM, die zich volgens hem te veel bezighielden met sensatiezucht en 'systematische onderschatting van het publiek'.
In de Nederlandse media was Anthierens de rebelse waarnemer van België. Zijn taalbarokke kronieken verschenen in verschillende kranten en zijn stijl en dwarsheid vielen erg in de smaak bij de Nederlanders, bij wie hij regelmatig te gast was in het Amsterdamse centrum voor Vlaamse cultuur De Brakke Grond.
Anthierens was een erg individualistisch man, die nooit lang ergens kon aarden en daarom ook freelance voor diverse bladen werkte, onder andere voor Knack, Humo en De Morgen. Hij had een hekel aan kitsch, gezapigheid en onoprechtheid, zowel bij politici als in het schrijversmilieu. Men zag hem als een cynisch, ongevoelig man, wat door zijn vrienden en kennissen genuanceerd en ontkracht werd.

### Dood
Op 20 maart 2000 overleed Johan Anthierens in zijn woning op 62-jarige leeftijd aan de gevolgen van lymfeklierkanker (ziekte van Hodgkin). Op zijn begrafenis werd onder meer Jacques Brel gespeeld (Au Suivant, La ville s'endormait en zijn favoriete nummer La chanson des vieux amants), Yves Montand (Le temps des cerises), Léo Ferré en klassieke muziek van Antonio Vivaldi en Franz Schubert. Men sloot de begrafenis af met een beeldfragment waar hij van op zijn ziekbed verklaarde: "Ik wil een vrij man blijven, en dat in alle opzichten." Cartoonist Gal was een van de vier personen die de kist mochten dragen.
Hij liet een vrouw, Elisabeth Erauw, en twee kinderen uit zijn eerste huwelijk achter.
In 2005 eindigde hij op nr. 149 in de Vlaamse versie van De Grootste Belg, buiten de officiële nominatielijst.

## Eigen werk (selectie)
- 1964: Een keurkorf luisterliedjes, Heideland, Hasselt.
- 1976: De flauwgevallen priester op mijn tong: vijftien op prijs gestelde Ooggetuige-kronieken, Knack - jaargang 1975, Walter Soethoudt, Antwerpen.
- 1976: Wies en waarachtig, Het Volk, Gent.
- 1978: Onder anderen: vijftien onvoorspelbare kronieken, Lannoo, Tielt.
- 1980: De boterhammen van de bakkerin, Baart, Borsbeek.
- 1981: Vlerk in vogelvlucht, De Lange, Amsterdam.
- 1986: Het Belgische domdenken: smaadschrift, Kritak, Leuven.
- 1987: De Vlaamssche Kronijken (met bijdragen van J. Anthierens, Hugo Gijsels), EPO, Berchem.
- 1990: Brief aan een postzegel: kritisch koningsboek, Kritak, Leuven (Over zijn visie op de hofhouding).
- 1992: Willem Elsschot. Het Ridderspoor, Kritak, Leuven.
- 1993: Tricolore tranen: Boudewijn en het augustusverdriet, EPO, Berchem.
- 1995: Vaarwel, mijn 1995, EPO, Berchem.
- 1995: Zonder vlagvertoon, Van Halewyck, Leuven (Over de weerstand tegen het verzet).
- 1996: De overspannen jaren. Opgetekend van 1960 tot 1996 (met Gal), EPO, Berchem.
- 1997: De IJzertoren. Onze trots en onze schande, Van Halewyck, Leuven.
- 1998: Jacques Brel. De passie en de pijn, L.J. Veen, Amsterdam.

## Erkenning
- 1975: Yang-prijs voor zijn wekelijkse kroniek in Knack
- 1979: eerste Geuzenprijs voor 'de onafhankelijkheid waarmee hij als journalist en auteur dogma's en bekrompenheid aanviel'.